# Шидловский, Роман Алексеевич
Рома́н Алексе́евич Шидло́вский (род. 8 декабря 1985, Орша) — театральный режиссёр, белорусский актёр.

## Биография
В 2006 окончил Могилёвский государственный колледж искусств по специальности «актёр театра и кино» (курс В. П. Куржалова). В 2007 году организовал в Гомеле театр-студию «Колесо», являлся его художественным руководителем и режиссёром (поставил спектакли «Сезонные явления» Е.Шпартко, в стиле театра абсурда, и «Король Лир» У.Шекспира, в стиле театра-ритуал, в которых участвовали актёры Гомельского кукольного театра и Гомельского драматического театра, а также студенты ГГУ им. Ф.Скорины). 
В 2013 году окончил Белорусскую государственную академию искусств по специальности «режиссура драмы» (курс народного артиста Беларуси Борис Иванович Луценко); стажировался в Национальном драматическом театре имени М. Горького. С 2008 по 2019 год — актёр, режиссёр Национального академического драматического театра имени М. Горького.
С 2019 по 2020 год являлся художественным руководителем «Театра на Немиге» при МШДИ.
В 2020 году основал Цех исполнительских искусств «Арт Рефлексия», где осуществлял подготовку актеров по собственной методике для театра потдраматического направления. С 2021 по 2024 годы осуществлял экспериментальную работу в театральной лаборатории при ЦИИ «Арт Рефлексия»
В 2024 году основал и возглавил театр «Минский Современник», в репертуар которого вошли лабораторные спектакли постдраматического направления, созданные с выпускниками Цеха исполнительских искусств «Арт Рефлексия».  Театр ставит задачу соединить учения К.С. Станиславского "психологического театра" с  современными формами "постдраматического театра".

## Творчество

### Поставленные спектакли
Национальный академический драматический театр им. М. Горького
- 2008 «Распутник» Э.-Э.Шмитта — ассистент режиссёра
- 2009 «Мачеха» О.Бальзака — ассистент режиссёра
- 2010 «Эдип» Е. Минчуковой — режиссёр-стажёр
- 2012 «Загадочный визит» по пьесе Ф. Дюрренматта — режиссёр (совместно с Б. И. Луценко)[4]
- 2015 «По щучьему веленью» По мотивам русских народных сказок — режиссёр (совместно с С. М. Ковальчиком)

Гродненский областной драматический театр
- 2012 «Будьте здоровы» по пьесе Пьера Шено[1]

Современный художественный театр
- 2013 «Родня» по пьесе А. Вампилова «Старший сын»
- 2015 «Сон в летнюю ночь или Король лир» по мотивам пьес У. Шекспир
- 2015 «Ужин с Кирой Найтли» по пьесе  Ф. Ноябрьского

Тбилисский драматический театр имени Сандро Ахметели
- 2017 «Посмертная награда для Генерала»

Драматический театр Хуло
- 2018 «Лавина» по пьесе Т. Джудженоглу (совместно с И. Гогия, М. Добролюбов, И. Гёзалова, О. Катамадзе)

Art-action pro. Theatre
- 2014 «Приватная закупка»

Театр на Немиге, при Минской школе-студии драматического искусства
- 2017 «Хаос» Мика Мюллюахо
- 2018 «ТварЪ» студийцы MetaModern
- 2019 «Love is......?» по мотивам пьесы М. Фратти «Пять историй о любви»
- 2019  «Замуж за три дня» по мотивам пьесы Н. Птушкиной "Пока она умирала"
- 2019 «Хавтит плакать, Пенелопа» по пьесе К. Англио, Ж. Арно, К. Пюже.
- 2020 «Стакановцы» социально-документальная рефлексия.
- 2020 «Выбор Джульетты» по мотивам пьесы  У. Шекспира «Ромео и Джульетта».

Киевский академический драматический театр Актёр
- 2019 «Drama Queens» по роману Л. Каннингем «Прекрасные тела»

Гомельский областной драматический театр
- 2021 «Обед для грешников» по пьесе Э. Тейлора.

Театр-Лаб Reflexia
- 2021 «Пианист/Оркестр страстных женщин» по мотивам пьесы Ж. Ануя «Оркестр»
- 2021 «Градус / Док. Формат». Лабораторный проект.
- 2022 «Мастер и Маргарита» по мотивам романа М. Булгакова
- 2022 «Подземка» по мотивам пьесы М. Горького «На дне»
- 2022 «Триггер» по мотивом пьесы Ж. Гальсерана «Метод Грёнхольма»
- 2023 «Любящие женщины» по пьесе Р. Тома «Восемь женщин»
- 2023 «Марафон без страха». Лабораторный проект
- 2023 «Ёлка (Детский праздник)» по пьесе В. Немирович-Данченко

Гомельский городской молодёжный театр
- 2024 «Вне времени» по рассказу К. Булычева «Можно попросить Нину?»

Театр Минский Современник 
- 2022 «Мастер и Маргарита» по мотивам романа М. Булгакова
- 2022 «Триггер» по мотивом пьесы Ж. Гальсерана «Метод Грёнхольма»
- 2023 «Нож в спину» по пьесе Р. Тома «Восемь женщин»
- 2024 «Одержимость» по пьесе М. Фратти
- 2024 «Марафон без страха». по пьесе Р. Шидловского
- 2024  «Паразиты» по пьесе Р. Шидловского

### Роли в театре
Национальный академический драматический театр им. М. Горького
- 2006 «Ниночка» М.Ланжьеля[англ.] — парижанин (дзанни)
- 2007 «Легенда о бедном дьяволе» (по «Легенде о бедном дьяволе и адвокатах Сатаны» В. С. Короткевича) — служитель Сама, горожанин, королевский стражник
- 2007 «Каштанка» (по одноимённой повести А. П. Чехова) — Заказчик
- 2008 «Распутник» Э.-Э.Шмитта — Баронне
- 2008 «Земляничная поляна» (по одноимённому киносценарию И.Бергмана) — Беньямин
- 2009 «Мачеха» О.Бальзака — Годар
- 2009 «Бег» М. А. Булгакова — монах Паисий
- 2009 «Правда хорошо, а счастье лучше» А. Н. Островского — Работник
- 2014 «Песняр» Василя Дранько-Майсюка — Музыкант
- 2017 «Подводники» Андрей Курейчик — Акустик

### Роли в кино
| Год       |   | Название                                | Роль                              |
| --------- | - | --------------------------------------- | --------------------------------- |
| 2009—2009 | с | Золотая страна                          | Дмитрий                           |
| 2009—2009 | с | Покушение                               | Ефремов                           |
| 2010      | ф | Настоящая жизнь (реж. Д.Скворцов)       | Дориан                            |
| 2011      | ф | Рассказы                                | лейтенант                         |
| 2011—2011 | с | Золотая страна (реж. Д.Астрахан)        | Дмитрий                           |
| 2011—2011 | с | Обратная сторона Луны                   | Александр                         |
| 2011—2011 | с | Семейный детектив : Слухач (25-я серия) | Борис Костенко (футбольный фанат) |
| 2013      | ф | Роль                                    | эпизод                            |
| 2013—2013 | с | Старшая сестра                          | Фугас                             |
| 2015—2015 | с | Фарца                                   | милиционер Богатырев              |

## Награды и признание
- Диплом «За лучший спектакль малых форм» XVI Международного театрального фестиваля «Белая вежа» (Брест, 2011) — за спектакль «Эдип»[1]
- Специальная премия Президента Республики Беларусь деятелям культуры и искусства "За значительный вклад в сохранение национальных культурных традиций и создание на высоком художественном уровне спектакля «Песняр» (2015 г.)
- Диплом Международной режиссёрской лаборатории «Theatrum Reflectorium» (2017 г.)
- Диплом Международного театрального проекта «Take Flight» за постановку спектакля «Лавина» по пьесе Тунджер Джудженоглу (2018 г.)
- Диплом II Международного театрального фестиваля «Yang Theatre Space / New format» за спектакль «ТварЪ» (2018 г.)